# 아카치우스

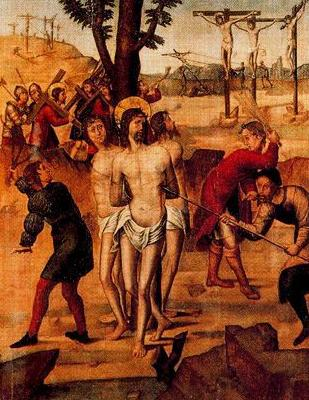
성 아카치우스

아카치우스(? - 303년)는 2세기 아르메니아의 카파도키아 출신의 로마 제국 군인으로 14성인 가운데 한 사람이다. 기독교의 성인으로, 축일은 5월 8일이다.. 그의 이름은 아카시아에서 유래한 것이다. 회화에서는 종종 손에 칼이나 십자가를 든 군인 또는 아카시아 나무가지를 들고 있는 남성으로 묘사된다.

## 행적
12세기에 등장한 《순교자 행전》에 따르면 아카치오는 오늘날 터키의 아라라트산에서 1만 명의 그리스도인들과 함께 순교했다고 한다. 로마 황제 하드리아누스와 안토니누스 피우스 통치기 때 아카치오는 로마 제국의 백부장이었으며 9천 명의 군사와 함께 아르메니아에 주둔하며 몇 배나 많은 반란군들에 맞서 싸웠다. 아카치오와 군사들이 엄청난 열세의 전투에 임하여 기도를 하자 한 천사가 나타나 진정한 신 예수의 이름으로 기도하면 승리하게 될 것이라고 약속했다. 아카치오와 9천 명의 군사들은 그리스도에게 기도를 올려 반란군을 무찌른 후 천사의 안내를 받아 아라라트 산으로 올라가 하늘에서 내린 만나를 먹으며 30일 동안 묵상 생활을 했다. 이 사실을 알게 된 하드리아누스 황제는 기독교 신앙을 버리라고 강요했다. 아카치오와 군사들은 가시 돋친 아카시아 나뭇가지로 채찍질을 당하고 가시관을 썼으며 돌팔매질을 당했다. 그러나 돌을 던지면 돌은 아카치오와 군사들을 치지 않고 던진 사람들의 손으로 돌아갔다. 이러한 기적을 목격한 다른 천 명의 병사들이 뒤이어 기독교로 개종했으며, 이로써 모두 만 명의 병사들이 십자가에 못 박히거나 말뚝에 박혀 사형당했다. 이들이 처형당하는 동안 하늘에서 이 순교자들에게 기도하는 사람은 누구나 육체와 영혼의 구원을 얻게 될 것이라는 소리가 울려 퍼졌다고 한다. 아카치오의 유골은 쾰른, 프라하, 로마, 볼로냐, 아비뇽에 흩어져 있다.